# Теохарис Сарикас
 Тази статия е за андартския капитан от Афитос, който също е известен като капитан Закардас.  За андартския капитан от Конско вижте Лазарос Варзис.  
Теохарис Сарикас, известен като капитан Заркадас (на гръцки: Θεοχάρης Σαρίκας, καπετάν Ζαρκάδας), е гръцки андартски капитан, деец на Гръцката въоръжена пропаганда в Западна Македония.

## Биография
Теохарис Сарикас е роден в халкидическото гръцко село Афитос, тогава в Османската империя. Присъединява се към гръцката пропаганда в Македония и действа в Мъглен в сътрудничество с офицера от гръцката армия Георгиос Кондилис. През 1907 година действа в района на Бахово заедно с четите на Христо Чочо и Филолаос Пихеон в съвместни операции срещу българските въоръжени групи.